# 茅道岭坪遗址
茅道岭坪遗址，位于中国甘肃省兰州市红古区，为一个省级文物保护单位，类型为古遗址。
茅道岭坪遗址的历史年代为新石器时代。